# Artie Burns
Artie Tyrone Burns Jr. (Miami, 1º maggio 1995) è un giocatore di football americano statunitense che milita nel ruolo di cornerback per i Miami Dolphins della National Football League (NFL).

## Carriera professionistica

### Pittsburgh Steelers
Dopo avere giocato al college a football coi Miami Hurricanes, Burns fu scelto come 25º assoluto nel Draft NFL 2016 dai Pittsburgh Steelers. Debuttò come professionista subentrando nella gara del primo turno contro i Washington Redskins. Nella settimana 9 fece registrare il primo intercetto in carriera ai danni di Joe Flacco dei Baltimore Ravens.

### Chicago Bears
Il 26 marzo 2020 Burns firmò con i Chicago Bears. Il 18 agosto 2020 subì un infortunio durante il training camp che lo costrinse a perdere tutta la stagione.

### Seattle Seahawks
Il 16 marzo 2022 Burns firmò un contratto annuale da 2 milioni di dollari con i Seattle Seahawks.

### Miami Dolphins
Il 17 marzo 2025 Burns firmò un contratto di un anno con i Miami Dolphins. Dopo essersi rotto il legamento crociato anteriore il primo giorno del training camp, fu inserito in lista infortunati il 24 luglio.